# Cesano Maderno
Cesano Maderno (lombardul: Cesàn Madèrnu) település Olaszországban, Lombardia régióban, Monza e Brianza megyében. Lakosainak száma 39 310 fő (2023. január 1.). Cesano Maderno Ceriano Laghetto, Cogliate, Desio, Seregno, Seveso és Bovisio-Masciago községekkel határos.

## Népesség
A település lakossága az elmúlt években az alábbi módon változott:
| Lakosok száma | 38 027 | 38 614 | 38 637 | 39 310 |
|               | 2013   | 2017   | 2018   | 2023   |

## Híres szülöttjei
- Luigi Radice labdarúgó